# Цяньмань
Цяньмань (Сюаньмань) (д/н — після 190) — 3-й володар держави сяньбі у 186—190 роках.

## Життєпис
Син Хеляня. На момент загибелі батька у 186 році був досить молодим, тому опікуном і регентом став його зведений брат Куйтоу. Близько 190 року спробував взяти фактичну владу, але наштовхнувся на спротив Куйтоу. В наступній короткій боротьбі Цяньмань зазнав поразки, після чого втік. Його подальша доля невідома.